# Sławomir Jędrzejko
Sławomir Jędrzejko (* 13. Oktober 1988) ist ein ehemaliger polnischer Naturbahnrodler. Er startete von 2003 bis 2007 im Weltcup sowie bei Juniorenwelt- und Europameisterschaften.

## Karriere
Sławomir Jędrzejkos erster internationaler Wettkampf war die Junioreneuropameisterschaft 2003 in Kreuth, wo er im Einsitzer von 42 gestarteten Rodlern den 22. Platz erreichte. Ab dem nächsten Winter nahm er vereinzelt an Weltcuprennen teil. Sein Debüt gab er am 14. Dezember 2003 im ersten Rennen der Saison 2003/2004 in Olang, wo er den 21. Platz und damit gleich sein überhaupt bestes Weltcupergebnis erreichte. Erst ein Jahr später startete er im Auftaktrennen der Saison 2004/2005 erneut im Weltcup und belegte in Longiarü den 24. Platz. Mit Platz 26 beim Weltcupfinale in Olang – seinem dritten Weltcuprennen – belegte er Rang 45 im Gesamtweltcup. Nachdem er im Vorjahr nicht an der Juniorenweltmeisterschaft teilgenommen hatte, startete er 2005 wieder bei der Junioreneuropameisterschaft in Kandalakscha und wurde 26. im Einsitzer. In der Saison 2005/2006 nahm Jędrzejko nur am ersten Weltcuprennen in Longiarü teil, wo er 26. wurde. Anschließend folgten mehrere Rennen im Interkontinentalcup, wo er zum ersten Mal mit Mateusz Kobielus auch im Doppelsitzer startete, und die Teilnahme an der Juniorenweltmeisterschaft 2006 in Garmisch-Partenkirchen. Dort erzielte er Platz 24 im Einsitzer und mit Mateusz Kobielus Rang acht im Doppelsitzer. In der Saison 2006/2007 nahm das Duo Jędrzejko/Kobielus an drei Weltcuprennen in Longiarü und Moos in Passeier teil. Ihr bestes Resultat war ein 13. Platz im vorletzten Rennen in Moos in Passeier, womit sie 17. im Gesamtweltcup wurden. Im Einsitzer startete Jędrzejko nur beim Saisonfinale, wo er 34. wurde. Bei der Junioreneuropameisterschaft 2007 in St. Sebastian fuhr er auf Platz 25 im Einsitzer und auf Rang sieben im Doppelsitzer. Nach dem Winter 2006/2007 nahm Jędrzejko an keinen Wettkämpfen mehr teil.

## Sportliche Erfolge
(Doppelsitzer mit Mateusz Kobielus)

### Juniorenweltmeisterschaften
- Garmisch-Partenkirchen 2006: 24. Einsitzer, 8. Doppelsitzer

### Junioreneuropameisterschaften
- Kreuth 2003: 22. Einsitzer
- Kandalakscha 2005: 26. Einsitzer
- St. Sebastian 2007: 25. Einsitzer, 7. Doppelsitzer

### Weltcup
- 2 Top-25-Platzierungen im Einsitzer
- 2 Top-15-Platzierungen im Doppelsitzer